# Hadjarayn
Hadjarayn és una població de l'Hadramaut al Djebel Hadjarayn, a uns 8 km al sud de Mashhad Ali, a la vora del uadi Dawan. Forma un oasi de palmeres regat amb aigua que surt de pous molt fondos i és distribuïda mitjançant canals. La seva importància és deguda a estar a la ruta entre Mukalla i Shibam. El carrers són estrets i les cases del model general iemenita, són altes i fetes de tova, i competeixen amb les de Shibam, de les que, això no obstant, són diferents; cases noves s'han edificat aprofitant en part l'estructura de les antigues. Per arribar a la ciutat cal deixar els vehicles a la rodalia i unes rampes de pedra pugen cap a la ciutat situada dalt dels turons. Una casa distingida pels seus colors, és assenyalada com la suposada casa pairal dels Bin Laden. A les diverses cases hi ha nombroses portes molt interessants. La seva població el 1960 era de tres mil habitants alguns dels quals són d'origen malai. A la rodalia hi ha les ruïnes de Raydun, ciutat pre-islàmica del temps del comerç de l'encens, amb diverses inscripcions. El nombre de la vila vol dir "les dues ciutats" perquè està partida en dues i originalment foren dues viles.
Al-Hamdani l'esmenta com al-Hadjaran i diu que estava formada per dos pobles: Khawdun i Dammun, un a cada costat del riu o uadi i poblats respectivament pels sadaf i els kindes. Fou part dels dominis del quaiti d'Hadramaut amb seu a Shibam, que hi tenien un governador delegat amb títol de naqib, membre generalment de la família reial. El palau del naqib, al cim d'un turó, és l'edifici més destacat.